# Lego Marvel Szuperhősök: Felturbózva
A Lego Marvel Szuperhősök: Felturbózva (eredeti cím: Lego Marvel Super Heroes: Maximum Overload) 2013-ban bemutatott amerikai 2D-s számítógépes animációs szuperhősfilm, amelyet Greg Richardson rendezett.
Amerikában 2013. november 5-én mutatta be a Disney XD, Magyarországon pedig 2020. augusztus 28-án került fel az HBO Go-ra.

## Szereplők
| Szerep            | Eredeti hang       | Magyar hang        |
| ----------------- | ------------------ | ------------------ |
| Fekete Özvegy     | Laura Bailey       | Kisfalvi Krisztina |
| Venom             | Dee Bradley Baker  | Karácsonyi Zoltán  |
| Chitauri          | Dee Bradley Baker  |                    |
| Loki              | Troy Baker         | Fekete Zoltán      |
| Pókember          | Drake Bell         | Molnár Levente     |
| Farkas            | Steve Blum         | Kálid Artúr        |
| Vasököl           | Greg Cipes         | Baráth István      |
| Pepper Potts      | Grey DeLisle       | Sipos Eszter Anna  |
| Mandarin          | Barry Dennen       | Galambos Péter     |
| Abomination       | Robin Atkin Downes | Papucsek Vilmos    |
| Doctor Octopus    | Tom Kenny          | Seszták Szabolcs   |
| Stan Lee          | Stan Lee           | Bolla Róbert       |
| Nick Fury         | Chi McBride        | Dolmány Attila     |
| Vörös Koponya     | Chi McBride        |                    |
| Vasember          | Adrian Pasdar      | Welker Gábor       |
| Sólyom            | Bumper Robinson    | Karácsonyi Zoltán  |
| J. Jonah Jameson  | J. K. Simmons      | Forgács Gábor      |
| Amerika kapitány  | Roger Craig Smith  | Renácz Zoltán      |
| Hulk              | Fred Tatasciore    | Maday Gábor        |
| Thor              | Travis Willingham  | Papp Dániel        |
| Kocogó fickó      | Tony Matthews      |                    |
| S.H.I.E.L.D. őrök | Bumper Robinson    |                    |
| S.H.I.E.L.D. őrök | Fred Tatasciore    |                    |

### Magyar változat
- Magyar szöveg: Boros Karina
- Hangmérnök: Illés Gergely
- Vágó: Szemerédi Gabriella
- Gyártásvezető: Kablay Luca
- Szinkronrendező: Nikodém Zsigmond
- Felolvasó: Bozai József

A szinkront a Mafilm Audio Kft. készítette.